# Voyageurs de la Nouvelle-Écosse
Les Voyageurs de la Nouvelle-Écosse sont une ancienne franchise professionnelle de hockey sur glace, qui a joué à Halifax, dans la province de la Nouvelle-Écosse au Canada, de 1971 à 1984.

## Historique
Les Voyageurs, surnommés les Vees, ont fait leur début dans le hockey sur glace sous le nom de Voyageurs de Montréal en 1969 dans la Ligue américaine de hockey. Ils jouent leurs deux premières saisons sous cette appellation avant d’être déménagés en 1971 à Halifax. Cela dit, lors de la saison précédente, ils ont déjà joué la moitié de leurs matchs dans la patinoire de la ville, le Halifax Forum. L’équipe est affiliée aux Canadiens de Montréal de la Ligue nationale de hockey.
L’équipe est alors la première équipe des provinces de l'Atlantique à rejoindre la Ligue « américaine » de hockey.  En 1972, les Vees gagnent leur premier titre de division au cours des séries éliminatoires puis deviennent la première équipe canadienne à remporter la Coupe Calder, la première de trois Coupes (1972, 1976 et 1977).
En 1978, l’équipe abandonne sa vieille patinoire pour jouer dans le Halifax Metro Centre mais par la suite, les Vees ne retrouveront jamais leur niveau et en 1984, l’équipe déménage à Sherbrooke au Québec et devient les Canadiens de Sherbrooke.
Plus tard, les Oilers de la Nouvelle-Écosse et les Citadels d'Halifax prendront la suite des Vees pour faire vivre le hockey dans la région.

## Statistiques

### Résultats
Les résultats présentés ici couvrent les saisons des Voyageurs de Montréal et de la Nouvelle-Écosse.
| Saison  | PJ | V  | D  | N  | BP  | BC  | Pts | Classement final       | Séries éliminatoires                                                                                 |
| ------- | -- | -- | -- | -- | --- | --- | --- | ---------------------- | --- |
| 1969-70 | 72 | 43 | 15 | 14 | 100 | 327 | 195 | 1er de la division Est | 4-1 Clippers de Baltimore round-robin contre les Bisons de Buffalo et les Kings de Springfield       |
| 1970-71 | 72 | 27 | 31 | 14 | 68  | 215 | 239 | 2e de la division Est  | 0-3 Kings de Springfield                                                                             |
| 1971-72 | 76 | 41 | 21 | 14 | 96  | 274 | 202 | 2e de la division Est  | 4-1 Kings de Springfield 4-0 Braves de Boston Vainqueur de la Coupe Calder 4-2 Clippers de Baltimore |
| 1972-73 | 76 | 43 | 18 | 15 | 101 | 316 | 191 | 1er de la division Est | 4-0 Reds de Providence 4-0 Braves de Boston 1-4 Swords de Cincinnati                                 |
| 1973-74 | 76 | 37 | 27 | 12 | 86  | 263 | 223 | 3e division nord       | 2-4 Reds de Providence                                                                               |
| 1974-75 | 75 | 40 | 26 | 9  | 89  | 270 | 227 | 3e division nord       | 2-4 Americans de Rochester                                                                           |
| 1975-76 | 76 | 48 | 20 | 8  | 104 | 326 | 209 | 1st, North             | 4-0 Americans de Rochester Vainqueur de la Coupe Calder 4-1 Bears de Hershey                         |
| 1976-77 | 80 | 52 | 22 | 6  | 110 | 308 | 225 | 1er de la LAH          | 4-2 Bears de Hershey Vainqueur de la Coupe Calder 4-2 Americans de Rochester                         |
| 1977-78 | 81 | 37 | 28 | 16 | 90  | 304 | 250 | 2e division nord       | 3-1 Indians de Springfield 3-4 Mariners du Maine                                                     |
| 1978-79 | 80 | 39 | 37 | 4  | 82  | 313 | 302 | 3e division nord       | 3-2 Hawks du New Brunswick 2-4 Mariners du Maine                                                     |
| 1979-80 | 79 | 43 | 29 | 7  | 93  | 331 | 271 | 2e division nord       | 2-4 Mariners du Maine                                                                                |
| 1980-81 | 80 | 38 | 37 | 5  | 81  | 335 | 298 | 3e division nord       | 2-4 Hawks du New Brunswick                                                                           |
| 1981-82 | 80 | 35 | 35 | 10 | 80  | 330 | 313 | 3e division nord       | 3-1 Mariners du Maine 1-4 Hawks du New Brunswick                                                     |
| 1982-83 | 80 | 41 | 34 | 5  | 87  | 378 | 333 | 2e division nord       | 3-4 Mariners du Maine                                                                                |
| 1983-84 | 80 | 32 | 37 | 11 | 75  | 277 | 288 | 4e division nord       | 4-3 Express de Fredericton 1-4 Mariners du Maine                                                     |
| Saison  | PJ | V  | D  | N  | BP  | BC  | Pts | Classement final       | Séries éliminatoires                                                                                 |

### Trophées des Voyageurs
Trophée Macgregor-Kilpatrick : trophée remis au champion de la saison régulière
- 1977

Trophée F.-G.-« Teddy »-Oke : trophée qui a changé de signification au cours des saisons :
- 1973 : champion de la division Est
- 1976 : champion de la division nord
- 1977 : champion de la saison régulière de la LAH

Coupe Calder : trophée remis au vainqueur des séries
- 1972, 1975 et 1976

## Les Joueurs et entraîneurs

### Les entraîneurs
Les Voyageurs ont eu au cours de leur existence quatre différents entraîneurs. Al MacNeil est resté en poste entre 1971 et 1977. Il a gagné à deux reprises le trophée Louis-A.-R.-Pieri du meilleur entraîneur de la LAH en 1972 et 1977. Par la suite, derrière le banc des Voyageurs se succèdent alors Frank St. Marseille pour deux saisons puis Bert Templeton pour deux nouvelles saisons et enfin John Brophy pour les trois dernières saisons de la franchise.

## Les joueurs

### Records des joueurs
- Sur une saison
  - Buts : Yvon Lambert  52 buts en 1971-72
  - Passes : John Chabot 73 passes en 1982-83
  - Points : Yvon Lambert et Peter Sullivan 104 points en 1971-1972 et 1974-1975 respectivement.
  - Minutes de pénalité : Dwight Schofield 335  minutes en 1981-82
- Totalité des saisons
  - Buts : Dan Metivier 103
  - Passes : Wayne Thompson 163
  - Points : Don Howse 251
  - Minutes de pénalité :  Dave Allison 1 084
  - Plus grand nombre de matchs joués :Jim Cahoon 371

### Joueurs récompensés
- Trophée Les-Cunningham : trophée remis au joueur le plus utile de la saison régulière.
  - 1975-1976 Ron Andruff
- Trophée Harry-« Hap »-Holmes : trophée attribué au(x) gardien(s) de l'équipe ayant encaissé le moins de buts (et ayant joué au moins 25 parties).
  - 1972-1973 : Michel Larocque et Michel Deguise
  - 1973-1974 : Jim Shaw et Dave Elenbaas
  - 1974-1975 : Ed Walsh et Dave Elenbaas
  - 1975-1976 : Ed Walsh et Dave Elenbaas
  - 1976-1977 : Ed Walsh et Dave Elenbaas
  - 1977-1978 : Bob Holland et Maurice Barrett
- Trophée Eddie-Shore : trophée remis annuellement au meilleur défenseur de la ligue
  - 1971-1972 : Noel Price[2]
  - 1975-1976 : Noel Price
  - 1976-1977 : Brian Engblom
  - 1980-1981 : Craig Levie
- Trophée Dudley-« Red »-Garrett  : ce trophée est remis annuellement à la meilleure recrue de la saison.
  - 1975-1976 : Pierre Mondou[3]
  - 1976-1977 : Rod Schutt
  - 1977-1978 : Normand Dupont